# Kabinett Kiesinger III
Das Kabinett Kiesinger III bestand in der 4. Wahlperiode des Landtags Baden-Württemberg, bis Kurt Georg Kiesinger zum Bundeskanzler gewählt wurde und daher das Amt als Ministerpräsident niederlegte. Nachfolgend bildete Hans Filbinger das Kabinett Filbinger I.
| Amt                                                               | Name                 | Partei | Partei  |
| ----------------------------------------------------------------- | -------------------- | ------ | ------- |
| Ministerpräsident                                                 | Kurt Georg Kiesinger |        | CDU     |
| Stellvertretender Ministerpräsident (a)                           | Hans Filbinger       |        | CDU     |
| Minister für Inneres                                              | Hans Filbinger       |        | CDU     |
| Justizminister                                                    | Wolfgang Haußmann    |        | FDP/DVP |
| Kultus                                                            | Wilhelm Hahn         |        | CDU     |
| Finanzen                                                          | Hermann Müller       |        | FDP/DVP |
| Wirtschaft                                                        | Eduard Leuze         |        | FDP/DVP |
| Ernährung, Landwirtschaft und Forsten                             | Eugen Leibfried      |        | CDU     |
| Arbeit                                                            | Josef Schüttler      |        | CDU     |
| Staatssekretär für Vertriebene, Flüchtlinge und Kriegsgeschädigte | Josef Schwarz        |        | CDU     |
| Vertretung beim Bund                                              | Adalbert Seifriz     |        | CDU     |